# Collegio di Bradford South
Bradford South è un collegio elettorale inglese della Camera dei comuni del Parlamento del Regno Unito, situato nel West Yorkshire, nella regione dello Yorkshire e Humber. Elegge un membro del Parlamento con il sistema maggioritario a turno unico. Il rappresentante del collegio dal 2015 è la laburista Judith Cummins.

## Estensione

Bradford South dal 2010 al 2024

- 1918–1950: i ward del County Borough of Bradford di Great Horton, Lister Hills, Little Horton, North Bierley East e North Bierley West.
- 1950–1955: i ward del County Borough of Bradford di Clayton, Great Horton, Lister Hills, North Bierley West e Thornton.
- 1955–1974: i ward del County Borough of Bradford di Clayton, North Bierley East, North Bierley West e West Bowling e il distretto urbano di Queensbury and Shelf.
- 1974–1983: i ward del County Borough of Bradford di Clayton, Great Horton, Odsal, Tong, Wibsey e Wyke e il distretto urbano di Queensbury and Shelf.
- 1983–2010: i ward della Città di Bradford di Great Horton, Odsal, Queensbury, Tong, Wibsey e Wyke.
- 2010–2024: i ward della Città di Bradford di Great Horton, Queensbury, Royds, Tong, Wibsey e Wyke.
- dal 2024: come sopra, con l'aggiunta di una parte del ward di Bowling and Barkerend (distretto elettorale 5F).[1]

## Membri del Parlamento
| Elezione | Elezione        | Deputato               | Partito      |
| -------- | --------------- | ---------------------- | ------------ |
|          | 1918            | Francis Vernon Willey  | Conservatore |
|          | 1922            | Herbert Harvey Spencer | Liberale     |
|          | 1924            | William Hirst          | Laburista    |
|          | 1931            | Herbert Holdsworth     | Liberale     |
|          | 1945            | Meredith Titterington  | Laburista    |
| 1949 (S) | George Craddock |                        | Laburista    |
| 1970     | Tom Torney      |                        | Laburista    |
| 1987     | Bob Cryer       |                        | Laburista    |
| 1994 (S) | Gerry Sutcliffe |                        | Laburista    |
| 2015     | Judith Cummins  |                        | Laburista    |

## Risultati elettorali

### Elezioni negli anni 2020
| Partito                    | Partito                                | Candidato                  | Risultati 4 luglio 2024 | Risultati 4 luglio 2024 |
| Partito                    | Partito                                | Candidato                  | Voti                    | %                       |
| -------------------------- | -------------------------------------- | -------------------------- | ----------------------- | ----------------------- |
|                            | Laburista                              | Judith Cummins             | 11 833                  | 35,81                   |
|                            | Reform UK                              | Ian Eglin                  | 7 441                   | 22,52                   |
|                            | Conservatore                           | Zaf Shah                   | 4 853                   | 14,69                   |
|                            | Verdi                                  | Matt Edwards               | 3 366                   | 10,19                   |
|                            | Indipendente                           | Rehiana Ali                | 3 345                   | 10,12                   |
|                            | Lib Dem                                | Anthony Smith              | 954                     | 2,89                    |
|                            | Workers                                | Harry Boota                | 513                     | 1,55                    |
|                            | Yorkshire                              | Jonathan Barras            | 489                     | 1,48                    |
|                            | Democratici Inglesi                    | Therese Hirst              | 248                     | 0,75                    |
|                            |                                        |                            |                         |                         |
| Iscritti                   | Iscritti                               | Iscritti                   | 71 002                  | 100,00                  |
| ↳ Votanti (% su iscritti)  | ↳ Votanti (% su iscritti)              | ↳ Votanti (% su iscritti)  | 33 042                  | 46,54                   |
| ↳ Astenuti (% su iscritti) | ↳ Astenuti (% su iscritti)             | ↳ Astenuti (% su iscritti) | 37 960                  | 53,46                   |
|                            |                                        |                            |                         |                         |
|                            | Esito: collegio confermato a Laburista |                            |                         |                         |

### Elezioni negli anni 2010
| Partito                    | Partito                                | Candidato                  | Risultati 12 dicembre 2019 | Risultati 12 dicembre 2019 |
| Partito                    | Partito                                | Candidato                  | Voti                       | %                          |
| -------------------------- | -------------------------------------- | -------------------------- | -------------------------- | -------------------------- |
|                            | Laburista                              | Judith Cummins             | 18 390                     | 46,27                      |
|                            | Conservatore                           | Narinder Sekhon            | 16 044                     | 40,37                      |
|                            | Brexit                                 | Kulvinder Manik            | 2 819                      | 7,09                       |
|                            | Lib Dem                                | Alun Griffins              | 1 505                      | 3,79                       |
|                            | Verdi                                  | Matt Edwards               | 983                        | 2,47                       |
|                            |                                        |                            |                            |                            |
| Iscritti                   | Iscritti                               | Iscritti                   | 69 046                     | 100,00                     |
| ↳ Votanti (% su iscritti)  | ↳ Votanti (% su iscritti)              | ↳ Votanti (% su iscritti)  | 39 741                     | 57,56                      |
| ↳ Astenuti (% su iscritti) | ↳ Astenuti (% su iscritti)             | ↳ Astenuti (% su iscritti) | 29 305                     | 42,44                      |
|                            |                                        |                            |                            |                            |
|                            | Esito: collegio confermato a Laburista |                            |                            |                            |

| Partito                    | Partito                                | Candidato                  | Risultati 8 giugno 2017 | Risultati 8 giugno 2017 |
| Partito                    | Partito                                | Candidato                  | Voti                    | %                       |
| -------------------------- | -------------------------------------- | -------------------------- | ----------------------- | ----------------------- |
|                            | Laburista                              | Judith Cummins             | 22 364                  | 54,48                   |
|                            | Conservatore                           | Tanya Graham               | 15 664                  | 38,16                   |
|                            | UKIP                                   | Stephen Place              | 1 758                   | 4,28                    |
|                            | Lib Dem                                | Stuart Thomas              | 516                     | 1,26                    |
|                            | Democratici                            | Therese Hirst              | 377                     | 0,92                    |
|                            | Verdi                                  | Darren Parkinson           | 370                     | 0,90                    |
|                            |                                        |                            |                         |                         |
| Iscritti                   | Iscritti                               | Iscritti                   | 67 737                  | 100,00                  |
| ↳ Votanti (% su iscritti)  | ↳ Votanti (% su iscritti)              | ↳ Votanti (% su iscritti)  | 41 049                  | 60,60                   |
| ↳ Astenuti (% su iscritti) | ↳ Astenuti (% su iscritti)             | ↳ Astenuti (% su iscritti) | 26 688                  | 39,40                   |
|                            |                                        |                            |                         |                         |
|                            | Esito: collegio confermato a Laburista |                            |                         |                         |

| Partito                    | Partito                                | Candidato                  | Risultati 7 maggio 2015 | Risultati 7 maggio 2015 |
| Partito                    | Partito                                | Candidato                  | Voti                    | %                       |
| -------------------------- | -------------------------------------- | -------------------------- | ----------------------- | ----------------------- |
|                            | Laburista                              | Judith Cummins             | 16 328                  | 43,43                   |
|                            | Conservatore                           | Tanya Graham               | 9 878                   | 26,27                   |
|                            | UKIP                                   | Jason Smith                | 9 057                   | 24,09                   |
|                            | Verdi                                  | Andy Robinson              | 1 243                   | 3,31                    |
|                            | Lib Dem                                | Andrew Tear                | 1 094                   | 2,91                    |
|                            |                                        |                            |                         |                         |
| Iscritti                   | Iscritti                               | Iscritti                   | 63 620                  | 100,00                  |
| ↳ Votanti (% su iscritti)  | ↳ Votanti (% su iscritti)              | ↳ Votanti (% su iscritti)  | 37 600                  | 59,10                   |
| ↳ Astenuti (% su iscritti) | ↳ Astenuti (% su iscritti)             | ↳ Astenuti (% su iscritti) | 26 020                  | 40,90                   |
|                            |                                        |                            |                         |                         |
|                            | Esito: collegio confermato a Laburista |                            |                         |                         |

| Partito                    | Partito                                | Candidato                  | Risultati 6 maggio 2010 | Risultati 6 maggio 2010 |
| Partito                    | Partito                                | Candidato                  | Voti                    | %                       |
| -------------------------- | -------------------------------------- | -------------------------- | ----------------------- | ----------------------- |
|                            | Laburista                              | Gerry Sutcliffe            | 15 682                  | 41,27                   |
|                            | Conservatore                           | Matthew Palmer             | 11 060                  | 29,11                   |
|                            | Lib Dem                                | Alun Griffiths             | 6 948                   | 18,29                   |
|                            | BNP                                    | Sharon Sutton              | 2 651                   | 6,98                    |
|                            | UKIP                                   | Jamie Illingworth          | 1 339                   | 3,52                    |
|                            | Democratici Nazionalisti               | James Lewthwaite           | 315                     | 0,83                    |
|                            |                                        |                            |                         |                         |
| Iscritti                   | Iscritti                               | Iscritti                   | 63 536                  | 100,00                  |
| ↳ Votanti (% su iscritti)  | ↳ Votanti (% su iscritti)              | ↳ Votanti (% su iscritti)  | 37 995                  | 59,80                   |
| ↳ Astenuti (% su iscritti) | ↳ Astenuti (% su iscritti)             | ↳ Astenuti (% su iscritti) | 25 541                  | 40,20                   |
|                            |                                        |                            |                         |                         |
|                            | Esito: collegio confermato a Laburista |                            |                         |                         |

### Elezioni negli anni 2000
| Partito                    | Partito                                | Candidato                  | Risultati 5 maggio 2005 | Risultati 5 maggio 2005 |
| Partito                    | Partito                                | Candidato                  | Voti                    | %                       |
| -------------------------- | -------------------------------------- | -------------------------- | ----------------------- | ----------------------- |
|                            | Laburista                              | Gerry Sutcliffe            | 17 954                  | 49,05                   |
|                            | Conservatore                           | Geraldine Carter           | 8 787                   | 24,00                   |
|                            | Lib Dem                                | Mike Doyle                 | 5 334                   | 14,57                   |
|                            | BNP                                    | James Lewthwaite           | 2 862                   | 7,82                    |
|                            | Verdi                                  | Derek Curtis               | 695                     | 1,90                    |
|                            | UKIP                                   | Jason Smith                | 552                     | 1,51                    |
|                            | Veritas                                | Therese Muchewicz          | 421                     | 1,15                    |
|                            |                                        |                            |                         |                         |
| Iscritti                   | Iscritti                               | Iscritti                   | 67 536                  | 100,00                  |
| ↳ Votanti (% su iscritti)  | ↳ Votanti (% su iscritti)              | ↳ Votanti (% su iscritti)  | 36 605                  | 54,20                   |
| ↳ Astenuti (% su iscritti) | ↳ Astenuti (% su iscritti)             | ↳ Astenuti (% su iscritti) | 30 931                  | 45,80                   |
|                            |                                        |                            |                         |                         |
|                            | Esito: collegio confermato a Laburista |                            |                         |                         |

| Partito                    | Partito                                   | Candidato                  | Risultati 7 giugno 2001 | Risultati 7 giugno 2001 |
| Partito                    | Partito                                   | Candidato                  | Voti                    | %                       |
| -------------------------- | ----------------------------------------- | -------------------------- | ----------------------- | ----------------------- |
|                            | Laburista                                 | Gerry Sutcliffe            | 19 603                  | 55,79                   |
|                            | Conservatore                              | Graham Tennyson            | 9 941                   | 28,29                   |
|                            | Lib Dem                                   | Alexander Wilson-Fletcher  | 3 717                   | 10,58                   |
|                            | UKIP                                      | Peter North                | 783                     | 2,23                    |
|                            | Laburista Socialista                      | Tony Kelly                 | 571                     | 1,63                    |
|                            | Alleanza Socialista                       | Ateeq Siddique             | 302                     | 0,86                    |
|                            | Defend The Welfare State Against Blairism | George Riseborough         | 220                     | 0,63                    |
|                            |                                           |                            |                         |                         |
| Iscritti                   | Iscritti                                  | Iscritti                   | 68 493                  | 100,00                  |
| ↳ Votanti (% su iscritti)  | ↳ Votanti (% su iscritti)                 | ↳ Votanti (% su iscritti)  | 35 137                  | 51,30                   |
| ↳ Astenuti (% su iscritti) | ↳ Astenuti (% su iscritti)                | ↳ Astenuti (% su iscritti) | 33 356                  | 48,70                   |
|                            |                                           |                            |                         |                         |
|                            | Esito: collegio confermato a Laburista    |                            |                         |                         |

## Risultati dei referendum

### Referendum sulla permanenza del Regno Unito nell'Unione europea del 2016
|             | Collegio       | Lasciare UE % | Rimanere in UE % |
| ----------- | -------------- | ------------- | ---------------- |
|             | Bradford South | 63,5%         | 36,5%            |
| Inghilterra | 53,3%          | 46,7%         |                  |
| Regno Unito | 51,9%          | 48,1%         |                  |